# 列皮耶夫卡农村居民点
列皮耶夫卡农村居民点（俄语：Репьевское сельское поселение）是俄罗斯联邦别尔哥罗德州沃洛科诺夫卡区所属的一个农村居民点。其下辖有4个居民点，行政中心为列皮耶夫卡。据2016年统计，该农村居民点的人口为564人。